# Nopoiulus kochi
Nopoiulus kochi är en mångfotingart som först beskrevs av Paul Gervais 1847.  Nopoiulus kochi ingår i släktet Nopoiulus och familjen pärlbandsfotingar. Inga underarter finns listade i Catalogue of Life.